# L’Europa riconosciuta
L’Europa riconosciuta je opera o dvou dějstvích, napsaná Antoniem Salierim.

## Námět
Krétský král Asterio unesl Evropu okouzlen její nevídanou krásou, a drží ji v zajetí. Evropin otec a vládce Tyru Agenor pověří své syny, aby sestru našli, pomstili potupu a Evropu přivedli zpět. Synové ji však nemohou najít a ze strachu před otcovým hněvem se neodvažují vrátit. Otec se domnívá, že jsou mrtvi, a rozhodne o následnictví a rozhodne o následnictví trůnu: neteř Semele má být provdána za válečníka, který vyplní přísahu pomsty a zahubí prvního cizince, jenž se k Tyru přiblíží. Pak má dostat trůn spolu se Semele. Agenor umírá. Zpráva o jeho smrti dospěla až na Krétu, načež Asterio a Evropa, jež se mezitím stala jeho ženou, jedou na Tyros, aby oznámili svůj nárok na trůn.

## Vlastní děj opery
Předehra opery líčí orkán, jímž jsou zničeny krétské doprovodné lodi. Evropa, Asterio a jejich dítě se zachrání na opuštěné pláži poblíž Tyru. Oba padnou do rukou Egista, jenž za ně chce dostat slíbenou odměnu. Avšak také dřívější snoubenec Evropy Isseo, jenž se stal po jejím únosu milencem Semele, chce uchvátit trůn. Porazí v boji Egista a jeho stoupence a celá říše jej musí oslavovat.
Tu se objeví Asterio a Evropa a všichni je poznají. Esseo a Semele se pokorně před Evropou a Asteriem skloní a ti jsou tak dojati znamením věrnosti, že Asterio vloží korunu na Issseovu hlavu a prohlásí jej vládcem Tyru. Asterio s Evropou odjedou zpátky na Krétu.